# Secrétaire d'État pour l'Irlande du Nord
Le secrétaire d'État pour l'Irlande du Nord (en anglais : Secretary of State for Northern Ireland, communément appelé Northern Ireland Secretary) est le secrétaire d'État placé à la tête du bureau pour l'Irlande du Nord au Royaume-Uni.
Il est membre du gouvernement britannique et non de l'exécutif nord-irlandais, et est responsable de ses actions devant le Parlement du Royaume-Uni et non l'Assemblée d'Irlande du Nord.
L'actuel titulaire de ce poste est, depuis le 5 juillet 2024, le travailliste  Hilary Benn.

## Historique
Le poste de secrétaire d'État pour l'Irlande du Nord est créé le 24 mars 1972, en conséquence de la suspension du Parlement et du gouvernement d'Irlande du Nord. Il apparaît donc plus tard que les fonctions de secrétaire d'État pour l'Écosse et de secrétaire d'État pour le Pays de Galles, en ce que l'Irlande du Nord disposait depuis 1920 de ses propres institutions.
Jusqu'en 1999, il assume l'administration directe du territoire nord-irlandais (Direct Rule). Après les accords du Vendredi Saint, complétés plus tard par l'accord de Saint-Andrews, ses fonctions sont restreintes à la représentation des intérêts de l'Irlande du Nord au sein du cabinet du Royaume-Uni. Néanmoins, la Direct Rule est rétablie plusieurs fois, notamment entre 2002 et 2007 en raison du refus des partis unionistes de gouverner avec le Sinn Féin, puis de janvier 2017 à janvier 2020 à cause d'un scandale financier impliquant le Parti unioniste démocrate.

### Liste
| Nom | Nom                 | Nom | Dates du mandat   | Dates du mandat             | Parti politique | Gouvernement               |
| --- | ------------------- | --- | ----------------- | --------------------------- | --------------- | -------------------------- |
|     | William Whitelaw    |     | 24 mars 1972      | 2 décembre 1973             | Conservateur    | Heath                      |
|     | Francis Pym         |     | 2 décembre 1973   | 4 mars 1974                 | Conservateur    | Heath                      |
|     | Merlyn Rees         |     | 5 mars 1974       | 10 septembre 1976           | Travailliste    | Wilson III et IV Callahgan |
|     | Roy Mason           |     | 10 septembre 1976 | 4 mai 1979                  | Travailliste    | Callahgan                  |
|     | Humphrey Atkins     |     | 5 mai 1979        | 14 septembre 1981           | Conservateur    | Thatcher I                 |
|     | James Prior         |     | 14 septembre 1981 | 11 septembre 1984           | Conservateur    | Thatcher I et II           |
|     | Douglas Hurd        |     | 11 septembre 1984 | 3 septembre 1985            | Conservateur    | Thatcher II                |
|     | Tom King            |     | 3 septembre 1985  | 24 juillet 1989             | Conservateur    | Thatcher II et III         |
|     | Peter Brooke        |     | 24 juillet 1989   | 10 avril 1992               | Conservateur    | Thatcher III Major I       |
|     | Patrick Mayhew      |     | 10 avril 1992     | 2 mai 1997                  | Conservateur    | Major II                   |
|     | Mo Mowlam           |     | 3 mai 1997        | 11 octobre 1999             | Travailliste    | Blair I                    |
|     | Peter Mandelson     |     | 11 octobre 1999   | 24 janvier 2001 (démission) | Travailliste    | Blair I                    |
|     | John Reid           |     | 25 janvier 2001   | 24 octobre 2002             | Travailliste    | Blair I et II              |
|     | Paul Murphy         |     | 24 octobre 2002   | 6 mai 2005                  | Travailliste    | Blair II                   |
|     | Peter Hain          |     | 6 mai 2005        | 27 juin 2007                | Travailliste    | Blair III                  |
|     | Shaun Woodward      |     | 28 juin 2007      | 11 mai 2010                 | Travailliste    | Brown                      |
|     | Owen Paterson       |     | 12 mai 2010       | 4 septembre 2012            | Conservateur    | Cameron I                  |
|     | Theresa Villiers    |     | 4 septembre 2012  | 13 juillet 2016             | Conservateur    | Cameron I et II            |
|     | James Brokenshire   |     | 13 juillet 2016   | 8 janvier 2018              | Conservateur    | May I et II                |
|     | Karen Bradley       |     | 8 janvier 2018    | 24 juillet 2019             | Conservateur    | May II                     |
|     | Julian Smith        |     | 24 juillet 2019   | 13 février 2020             | Conservateur    | Johnson I et II            |
|     | Brandon Lewis       |     | 13 février 2020   | 7 juillet 2022              | Conservateur    | Johnson II                 |
|     | Shailesh Vara       |     | 7 juillet 2022    | 6 septembre 2022            | Conservateur    | Johnson II                 |
|     | Chris Heaton-Harris |     | 6 septembre 2022  | 5 juillet 2024              | Conservateur    | Truss Sunak                |
|     | Hilary Benn         |     | 5 juillet 2024    | en fonction                 | Travailliste    | Starmer                    |